# Douzy
Douzy es una comuna nueva francesa situada en el departamento de Ardenas, de la región de Gran Este.

## Historia
Fue creada el 15 de septiembre de 2015, en aplicación de una resolución del prefecto de Ardenas de 15 de septiembre de 2015 con la unión de las comunas de Douzy y Mairy, pasando a estar el ayuntamiento en la antigua comuna de Douzy.

## Demografía
| Gráfica de evolución demográfica de Douzy entre 1800 y 2014 |
|                                                             |

Los datos entre 1800 y 2014 son el resultado de sumar los parciales de las dos comunas que forman la nueva comuna de Douzy, cuyos datos se han cogido de 1800 a 1999, para las comunas de Douzy y Mairy de la página francesa EHESS/Cassini. Los demás datos se han cogido de la página del INSEE.

## Composición
| Comuna delegada | Código INSEE | Población (2014) | Superficie (km²) | Densidad (hab./km²) |
| --------------- | ------------ | ---------------- | ---------------- | ------------------- |
| Douzy           | 08145        | 1877             | 12.76            | 147                 |
| Mairy           | 08267        | 257              | 7.44             | 35                  |